# Topeiros
Topeiros (Grieks: Τόπειρος) is een gemeente (dimos) in de Griekse bestuurlijke regio (periferia) Oost-Macedonië en Thracië.